# La fossa degli angeli
La fossa degli angeli è un film drammatico del 1937 diretto da Carlo Ludovico Bragaglia, ambientato nelle cave di marmo di Carrara, in Alpi Apuane: infatti il titolo del soggetto originario era, appunto, Marmo. È una pellicola considerata definitivamente perduta.

## Trama
Pietro, detto Pié, è un capo cavatore di una cava di marmo denominata "Fossa degli angeli" per via dei blocchi di pietra candida che se ne traggono, destinati a diventare statue per chiese. Scapolo, ha accolto presso di sé come un figlio il giovane Domenico, orfano di un suo collega perito in un incidente anni addietro che, prima di morire, gli ha raccomandato di occuparsi del ragazzo. Domenico ama e rispetta Pié come un padre, ma gli nasconde l'amore che è nato tra lui e Luisa, una ragazza dei dintorni, con cui progetta di sposarsi.
Quando una crisi economica colpisce il settore estrattivo, il proprietario della "Fossa degli Angeli" pensa di vendere la cava, ma Pié si oppone fermamente a tale progetto ed in tale occasione Luisa ha modo di ammirare le qualità e la fermezza del padrino del suo innamorato. Poco e poco il sentimento si trasforma in attrazione e i due, all'insaputa di Domenico, diventano amanti. Luisa, con vari pretesti, rinvia il matrimonio con il fidanzato, il quale, ignaro, chiede proprio a Pié di intervenire presso la ragazza.
Inizialmente l'uomo abbandona Luisa e le impone di sposare Domenico, ma poi i due non resistono alla lontananza e, a seguito di un incontro fortuito, riprendono la relazione. Proprio durante un loro incontro suona il segnale di un incidente accaduto in cava. Pié e Luisa accorrono e scoprono che Domenico è rimasto vittima di un crollo. Il senso di colpa e di disperazione che assale i due amanti li allontana e Pié medita di andarsene via, emigrando lontano. Sarà Luisa, incoraggiata dalla madre che ha capito il suo dramma, a chiedergli di restare e lui accetterà per realizzare nella "Fossa degli angeli" il loro futuro.

## Realizzazione del film

### Soggetto e sceneggiatura
La fossa degli Angeli nasce da un soggetto originale intitolato Marmo scritto dal commediografo e letterato Cesare Vico Lodovici, che, originario di Carrara, possedeva una profonda conoscenza dell'ambiente e delle genti legati alle attività di cava. Lui stesso, nel presentare la propria opera, scrisse che «da anni, avendo vissuto sempre tra quei dirupi, avevo in animo di fermare in qualche modo un momento della storia di quegli eroi (...) Di fronte a tanti racconti mondani, esotismi e folklore, io ho sentito questo soggetto, che è la vita di un duro artigianato». Un ambiente che venne positivamente presentato, quando ancora il film era in lavorazione, come «uno dei complessi geografici e morali più tipici, più espressivi e più belli che ci siano in Italia». Ed è ancora Ludovici ad informare che, nonostante la sua contrarietà, il titolo del film fu cambiato in quanto si temeva che Marmo potesse far pensare ad un documentario. 
Ludovici partecipò anche alla sceneggiatura del film assieme a Curt Alexander, un collaboratore del regista Max Ophüls, ed a Bragaglia, che poi definirà questo film «un'opera neo realista ante litteram e, in ogni caso, il film più importante della mia carriera di regista cinematografico». Secondo diversi studiosi alla realizzazione di questo film partecipò come co sceneggiatore ed assistente alla regia anche un giovane Roberto Rossellini che vi era stato coinvolto proprio da Ludovici, suo amico e testimone di nozze.
Bragaglia raccontò quasi quarant'anni dopo, che l'idea originaria era di realizzare un film sulla ricerca dell'oro, ma l'idea fu rifiutata poiché «ero un regista commerciale e dovevo fare film commerciali: nacque così questo compromesso della Fossa degli angeli».

### Produzione
Il film venne prodotto da una società, la "Diorama", la cui attività si esaurì con la realizzazione di questa sola pellicola. Le riprese, iniziate nel novembre del 1936, si protrassero, con qualche interruzione, sino al maggio del 1937 con scene girate quasi interamente nelle località del racconto e solo per alcuni aspetti a Tirrenia. Lo sforzo di realismo fatto dalla produzione portò anche ad ambientare diversi interni in abitazioni dei luoghi invece che in scenografie ricostruite in teatro. La pellicola fu infine completata, dopo il montaggio, nel mese di giugno 1937.
Durante le riprese ci fu la particolare occasione di riprendere la "varata", cioè il crollo di una parte della montagna provocato ogni 4 - 5 anni per poi procedere all'estrazione del materiale e che in questo caso avvenne ai primi di novembre 1936 sul versante del Monte Tecchine, causando la frana di 75 milioni di quintali di marmo bianco di Ravaccione ed utilizzando quasi 3 quintali di dinamite.
In alcuni commenti del tempo venne anche apprezzata la colonna sonora del film, scritta da Enzo Masetti, che fu poi presentata con successo al Maggio Musicale Fiorentino. Da segnalare inoltre che il montaggio del film fu curato dal futuro regista Ferdinando Maria Poggioli.
Diversi commentatori hanno messo in evidenza il filo che lega Acciaio di Ruttmann alla Fossa degli angeli di Bragaglia, un collegamento che non riguarda solo la trama abbastanza simile, in cui la rivalità tra due operai, colleghi ed amici, per la stessa donna sfocia nella tragica fine di uno dei due. Il primo a individuare questo nesso fu De Benedetti su Cinema, quando descrisse il film come una «sinfonia delle cave paragonabile con la sinfonia delle macchine del film di Ruttmann, forse meno sapiente e senza dubbio più frammentaria, tuttavia più casta e più umana». Questa immagine fu successivamente ripresa e confermata da altri, tra cui Brunetta che annovera a questo tipo di opere anche Il canale degli angeli unico film a soggetto diretto da Pasinetti.
Il valore di questi film veniva individuato nel descrivere finalmente ambienti di lavoro veri e popolari. Nel 1936 era stato Tullio Cianetti, Presidente della Confederazione fascista dei Lavoratori dell'Industria a chiedere di «liberare il popolo degli spettatori dall'eterna visione borghese e piccolo borghese che imperversa sugli schermi, dal mondo dei frack e delle capigliature di platino. Noi costruiamo sotto il libero sole una civiltà nuova, ma poi tolleriamo che nel buio delle sale si mostri la vita di società che dovrebbero essere straniere al nostro spirito». Ma, benché provenissero da un esponente del Regime, queste indicazioni restarono nella cinematografia italiana degli anni Trenta inascoltate.

### Interpreti
A recitare accanto ad Amedeo Nazzari, attore già affermato e popolare, Bragaglia chiamò Luisa Ferida, allora all'inizio della sua carriera cinematografica, per quello che è stato considerato «il suo primo cimento serio per un film che, pur essendo passato sotto silenzio per il pubblico, resta tra quelli che gli scrittori di cinema citano volentieri».
Molti dei personaggi maschili secondari furono interpretati da veri cavatori del posto e il regista dovette porre particolare attenzione nei rapporti tra costoro ed il cast professionista: «non dovevano stonare - scrisse in proposito - con atteggiamenti divistici o manierati, ma neppure cadere in una falsa scimmiottatura che avrebbe loro tolto ogni efficacia drammatica; dovevano avere un'aderenza quasi religiosa a quella forma di vita che dovevano impersonare».
Un'interprete minore, Anna Ciarli, intentò causa alla produzione sostenendo di esser stata doppiata senza il suo consenso, ma l'istanza di sequestro della pellicola non fu accolta.

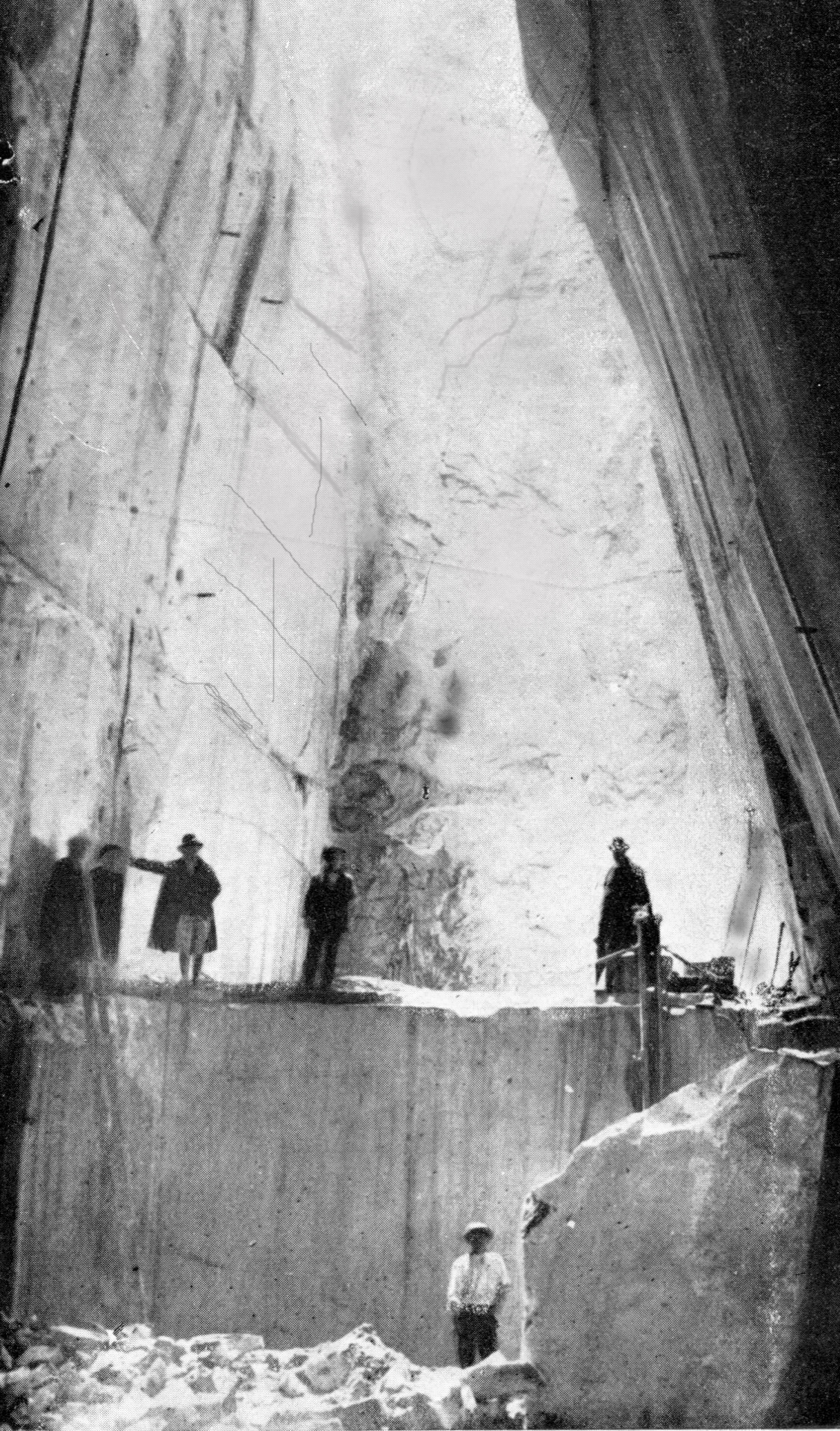
Foto di scena del severo ambiente delle cave di marmo che faceva da sfondo al film

## Accoglienza
Uscito nelle sale tra la fine del 1937 e la prima metà dell'anno successivo, La fossa degli angeli riscosse diversi apprezzamenti da molti (ma non da tutti) critici cinematografici, ma l'esito presso il pubblico fu negativo. 
Benché non siano disponibili dati ufficiali sui risultati commerciali delle pellicole di quegli anni, i commenti relativi al film concordano su questo insuccesso, come ha riconosciuto anche il suo principale interprete Amedeo Nazzari. Ciò provocò difficoltà nella sua circolazione per il rifiuto di molti esercenti alla sua proiezione, e per questo apparve nelle varie città anche in date molto distanti tra di loro. Scarso risultato ebbe anche il fatto che La fossa degli angeli fosse la prima pellicola italiana a rientrare in un accordo realizzato dall'U.N.E.P. (un organismo governativo appositamente costituito per organizzare l'esportazione dei film italiani) per la sua distribuzione in Gran Bretagna.

### Fischi e polemiche
Il negativo riscontro del pubblico diede luogo in qualche caso ad episodi di clamorosa contestazione. A Roma, in particolare, la proiezione al cinema "Corso" de La fossa degli angeli fu oggetto di fischi, schiamazzi e proteste, al punto da dover essere sospesa. Questo episodio suscitò l'indignata e veemente reazione di Bianco e nero, il mensile del Centro Sperimentale di Cinematografia, secondo il quale ciò dimostrava come «occorre disintossicare il pubblico avvelenato dal cinema americano» invocando quindi «una autarchia non solo economica, ma anche politica e culturale, come problema di dovere e di coscienza nazionale. Il pubblico che seguita e preferire sbornie di Whisky, amorazzi e divorzi, partite a golf o gangster alla storia ed al lavoro dei nostri film è lo stesso pubblico che apprezza i Burberry invece degli impermeabili Pirelli».

### Critica
Tra coloro che apprezzarono il film diretto da Bragaglia fu Cinema che lo considerò «non un film come tutti gli altri; lascia intravedere, intenzionali e confusi e quasi sempre ingranditi, i segni di una volontà di grandezza, cioè l'impegno, la fede, la dedizione ad un ideale; in una maniera difficoltosa ed avara La Fossa degli angeli è toccata dalla spiritualità. Inquadrature, carrelli, panoramiche sono calcolati per portare al diapason l'eloquenza di quelle montagne ed il duro lavoro che ferve sulle loro balze, ma sorvegliate per impedire che l'eloquenza degeneri in retorica>».
L'accentuazione dell'elemento ambientale, tuttavia, rappresentò per alcuni un difetto del film. Infatti, secondo il Corriere della sera «in definitiva Bragaglia ha tratto dal soggetto di Ludovici un film che resta quello che forse non intendeva essere, un documentario degno e suggestivo. Chi vuole sapere come vivono e faticano i cavatori ha qui buona materia informativa». Negativo fu invece il giudizio della Illustrazione italiana: «Confesso subito che dalla collaborazione tra Bragaglia e Ludovici mi aspettavo di più. Il soggetto era bello e poteva ispirare un bellissimo film di ambiente e di costume. Purtroppo la fossa degli angeli stringi stringi si riduce ad un piccolo e banale dramma d'amore. Una volta tanto che c'era capitato di fare un film schiettamente italiano, siamo riusciti a mettere insieme solo un film comune e piatto».

### Commenti successivi
Trattandosi di un film perduto, i giudizi retrospettivi su di esso si basano esclusivamente sulle cronache del tempo. Gubitosi ricorda che La fossa degli angeli è considerato uno dei più importanti antecedenti del neorealismo, giudizio rafforzato da Ernesto G. Laura: «mentre ancora si rappresentavano personaggi di duchi e conti, riflesso di un mondo aristocratico che fondava autorità e ricchezza sulla grande proprietà terriera, c'era in alcuni cineasti la voglia di fissare nelle pellicole l'immagine di personaggi ed ambienti popolari, operai e contadini».